# 曼西毛氈苔
曼西毛氈苔（學名：Drosera menziesii），又稱粉紅彩虹（pink rainbow），是多年生直立或蔓性的球根毛氈苔。原生西澳，棲地包括冬雨形成的窪地、沼澤，以及覆蓋黏土或泥炭砂或壤土的花崗岩層露頭。曼西毛氈苔的捕蟲葉小小圓圓的，互生於波浪狀的莖上，高度差異很大，從5-110公分都有，七到九月開粉紅花。
曼西毛氈苔之名稱首先於羅伯特·布朗的文中被提起，接著1824年由 Augustin Pyramus de Candolle 正式發表此一品種，共有4個亞種，有些以作者的名字來命名。1864年，喬治·邊沁發表了3個亞種：var. albiflora ，被認為是 D. macrantha 的同物異名；var. flavescens ，目前已經失效的類名（taxon），現在被分成 D. intricata 及 D. subhirtella 兩種。同年邊沁發表的 D. penicillaris 在1906年被 Ludwig Diels 歸入曼西毛氈苔的變種之ㄧ，1992年又被 N. G. Marchant 和艾倫·勞瑞改成曼西毛氈苔的亞種；1906年 Ludwig Diels 發表的 D. thysanosepala 也在1982年被 N. G. Marchant 歸類到曼西毛氈苔的亞種之一；1992年 Marchant 和勞瑞又發表曼西毛氈苔的一個亞種 basifolia ，其特徵為蓮座葉叢生，直立莖底部的葉片有莖生現象。

## 外部連結
维基共享资源上的相關多媒體資源：Drosera menziesii
- . FloraBase. 西澳政府環境保育局.
- . FloraBase. 西澳政府環境保育局.
- . FloraBase. 西澳政府環境保育局.
- . FloraBase. 西澳政府環境保育局.